# Torch Song (1993)
Torch Song é um filme de drama feito para a televisão produzido nos Estados Unidos em 1993, dirigido por Michael Miller e com atuações de Raquel Welch, Jack Scalia e Alicia Silverstone.